# جيم دوكرتي
جيم دوكرتي (بالإنجليزية: Jim Docherty)‏ هو لاعب كرة قدم بريطاني في مركز الهجوم، ولد في 8 نوفمبر 1956 في Broxburn ‏ في المملكة المتحدة. لعب مع تشيلسي ودندي يونايتد ودونفرملين أثلتيك وسانت جونستون ونادي بارتيك ثيسل ونادي ستيرلينغشير الشرقية ونادي ليفينغستون وهارت أوف ميدلوثيان.